# Vida Gallega
Vida Gallega fue una revista gráfica mensual que fundó Jaime Solá Mestre en la ciudad de Vigo. El primer número salió en enero de 1909 con portada de Castelao, el último aparecería en el año 1938, publicándose un total de 697 números. El periodista Manuel Lustres Rivas estuvo entre sus colaboradores, así como el pintor Carlos Maside.

## Características
Aparece con carácter de «ilustración regional» y con afán de dotar a Galicia de una revista gráfica de prestigio y calidad. En sus páginas centrales impresas en ecograbado fueron una crónica de la rutina diaria de la vida gallega, presentado con abundante material gráfico, especialmente del propio Jaime Solá, y de Xosé Gil, de su primer director artístico. Colaboraron también en la revista los más señalados fotógrafos de las ciudades, retratistas de las villas y aficionados a la fotografía, entre otros el pintor pontevedrés Carlos Solá Mestre. En la revista aparecieron los más importantes acontecimientos sociales y políticos que ocurrieron en Galicia y en las comunidades de emigrantes gallegos (Portugal, Madrid, Sudamérica).

## Segunda etapa
Tuvo una segunda época entre 1954 y 1963 cuando Xosé Iglesias Presa adquiere la revista. En esta etapa se editaron 77 números. A finales del año 1956 la sede se trasladó a la ciudad de Lugo.